# Damophon van Messene

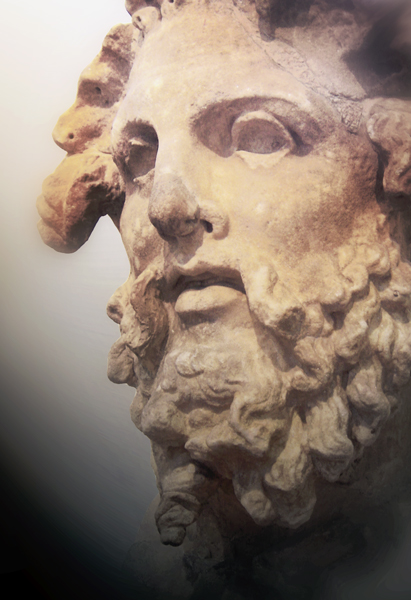
Dit beeld van een titaan is mogelijk van de hand van Damophon

Damophon van Messene was een Grieks beeldhouwer uit de eerste helft van de 2e eeuw v.Chr.
Hij werd belast met de restauratie van het chryselephantine Zeusbeeld van Phidias te Olympia.
- Gemeinsame Normdatei: 119554828
- Union List of Artist Names: 500099079
- Virtual International Authority File: 96413465
- WorldCat: E39PBJgmGjpKmHYRdKB7QpgxjC